# 11856 Никола Бонев
 11856 Никола Бонев  (на английски: Nicolabonev) е астероид от главния астероиден пояс.
Открит е от Владимир Шкодров и Виолета Иванова в Националната астрономическа обсерватория на връх Рожен (в Родопите) на 11 септември 1988 г.
Носи името на Никола Бонев, който 40 години е бил ръководител на факултета по астрономия Софийският университет „Св. Климент Охридски“ и директор на Института по Астрономия към БАН.